# Planudes brunni
Planudes brunni är en insektsart som beskrevs av Ludwig Redtenbacher 1906. Planudes brunni ingår i släktet Planudes och familjen Pseudophasmatidae. Inga underarter finns listade i Catalogue of Life.